# Лима Николау, Родриго
Родри́го Ли́ма Никола́у (порт.-браз. Rodrigo Lima Nicolau, 27 марта 1977, Сан-Паулу, Бразилия), более известный как Тату — бразильский игрок в мини-футбол.

## Биография
Тату начинал свою карьеру в бразильских клубах. Вместе с «Ульброй» он стал двукратным чемпионом Бразилии по мини-футболу и обладателем Межконтинентального кубка. В 2001 году он перебрался в испанский чемпионат, где выступал за клубы «Плайас де Кастельон» и «Барсель Эуро Пуэбла».
В 2006 году он вновь сменил чемпионат, став игроком московского «Динамо». В составе «динамовцев» он стал семикратным чемпионом России и шестикратным обладателем Кубка России, а в сезоне 2006/07 помог российскому клубу добиться победы в Кубке УЕФА по мини-футболу.

## Достижения
- Чемпион Бразилии (2): 2001, 2002
- Обладатель Межконтинентального кубка (2): 2001, 2013
- Обладатель Кубка УЕФА по мини-футболу (1): 2006/07
- Чемпион России (7): 2005/06, 2006/07, 2007/08, 2010/11, 2011/12, 2012/13, 2013/14
- Обладатель Кубка России (6): 2008, 2009, 2010, 2011, 2013, 2014
- Серебряный призёр Кубка УЕФА по мини-футболу (4): 2005/06, 2011/12, 2012/13, 2013/14

Личные:
- Лучший защитник чемпионата России (4): 2006/07, 2007/08, 2009/10, 2010/11